# Minecraft Legends
Minecraft Legends é um jogo de estratégia e ação desenvolvido pela Mojang Studios e Blackbird Interactive e publicado por Xbox Game Studios. Ele foi lançado para Microsoft Windows, Nintendo Switch, PlayStation 4, PlayStation 5, Xbox One e Xbox Series X/S em 18 de abril de 2023. Ele foi um jogo derivado do Minecraft. Em 10 de janeiro de 2024, a Mojang anunciou que o Minecraft Legends não receberá mais atualizações.

## Jogabilidade
Minecraft Legends é um jogo de estratégia e ação em tempo real. Ele tem elementos de estratégia no seu núcleo, mas sua mecânica é inspirada na "imersão dos jogos de ação". Acontece no Minecraft Overworld que é descrito como um "overworld familiar, mas de muitas maneiras novo". É explorado em uma perspetiva de terceira pessoa. O jogador defenderá os assentamentos dos aldeões e lutará contra hordas de piglins para impedir a propagação de sua corrupção no Nether e repelir sua invasão ao Mundo Superior. O jogador será o centro de todas as batalhas que liderar, lutando ao lado de seus aliados enquanto lhes dá instruções. Eles formarão alianças com multidões inimigas do Mundo Superior, como aldeões zumbis, para liderar a batalha como aliados para ajudar a defender o Mundo Superior. O jogo terá uma campanha um jogador juntamente com uma campanha online cooperativa e multijogador competitivo.

## Enredo
Minecraft Legends passa-se no universo Minecraft durante uma invasão dos piglins do Nether. O Nether espalha sua corrupção pelo Mundo Superior. Um grande herói levanta sua bandeira para salvar o Mundo Superior e reunir multidões do Mundo Superior para ajudar a defender seu lar. Os eventos em que as lendas acontecem não são fatos nem ficção no universo Minecraft, mas ocorrem em um conto que foi transmitido através de gerações.

## Desenvolvimento
Minecraft Legends começou a ser desenvolvido em 2018 e foi lançado em 18 de abril de 2023.
Em 10 de janeiro de 2024, menos de um ano após seu lançamento, a Mojang anuncia em um artigo no site "Minecraft.net" que o Minecraft Legends não receberá mais atualizações, sendo a Snow vs Snouts o último update.

## Lançamento
O jogo foi anunciado durante o show de exibição de jogos do Xbox e Bethesda em 12 de junho de 2022.
Após o show, um trailer no canal do YouTube do Minecraft confirmou as plataformas adicionais. Ele foi desenvolvido pelos criadores da série, Mojang Studios, em colaboração com a Blackbird Interactive, uma equipe fundada por ex-funcionários da Relic Entertainment, que são mais conhecidos por desenvolver a série de jogos de estratégia em tempo real Homeworld.
Legends é a história derivada mais recente da série, seguindo Minecraft Dungeons (2020), e será lançada no dia 18 de Abril de 2023.